# Вайгель, Тери
Тере́за Сью́зан «Те́ри» Ва́йгель (англ. Teresa Susan «Teri» Weigel; род. 24 февраля 1962, Форт-Лодердейл, Флорида, США) — американская порноактриса и фотомодель.

## Карьера
Снялась более чем в 100 порнофильмах и в фильмах категории B. Playmate мужского журнала «Playboy» в апреле 1986 года. В 1990 году снялась в незначительной роли в фильме «Хищник 2». В 2002 году была включена в Зал Славы «X-Rated Critics' Organization», а в 2003 году — в Зал Славы «AVN Awards».

## Личная жизнь
23 декабря 1986 года Тери вышла замуж за порноактёра и режиссёра Марилло Маглио. От него у Вайгель есть дочь — Шери Маглио Вонг. Также имеет двоих внуков — Роуз и Лекса Вонг. 4 июня 2015 года 63-летний Маглио скоропостижно скончался.

## Избранная фильмография
| Год       |   | Русское название            | Оригинальное название         | Роль                     |
| --------- | - | --------------------------- | ----------------------------- | ------------------------ |
| 1988—1990 | с | Женаты… с детьми            | Married… with Children        | Джейд                    |
| 1988      | ф | Лагерь чирлидерш            | Cheerleader Camp              | Пэм Бентли               |
| 1988      | ф | Возвращение помидоров-убийц | Return of the Killer Tomatoes | девушка Мэтта            |
| 1990      | ф | Помеченный смертью          | Marked For Death              | сексуальная девушка №2   |
| 1990      | ф | Хищник 2                    | Predator 2                    | колумбийская проститутка |
| 1992      | ф | Кровь невинных              | Innocent Blood                | танцовщица               |